# کریستینای بوربون
کریستینای بوربون (به انگلیسی: Infanta Cristina of Spain؛ زادهٔ ۱۳ ژوئن ۱۹۶۵) دختر کوچک‌تر پادشاه اسپانیا خوآن کارلوس اول و ملکه سوفیا دگرسیا است. او همچین قایقران قایق بادبانی نیز است، او از سال ۲۰۱۵ ششمین وارث تاج و تخت در اسپانیا محسوب می‌شود.